# Nuclear War Now! Productions
Nuclear War Now! Productions (NWN! Productions) は、アメリカ合衆国レッドウッドシティ（オークランド近郊）に拠点を置く自主制作レーベル、配給会社。オーナーは、ヨースケ・コニシ (Yosuke Konishi)。

## 歴史
2001年、コニシは、カナダのブラックメタル・バンドであるブラスフェミーのライヴをMDレコーダーで録音した。コニシはバンドから許可を取り付け、この録音をレコードとして発売するために、Nuclear war now! Productions を設立した。これ以降、コニシは、バイオテクノロジー技術者としての本業のかたわら、このレーベルを経営している。このレーベルが焦点をあてているのは、ブラックメタルやデスメタルといったジャンルのあまり知られていないバンドの作品を世に出すことであり、また、解散したアーティストらの廃盤になっているシングル盤やアルバムを再リリースすることである。取り上げる作品の選択はオーナーであるコニシの音楽の好みで決まり、商業的にはヨーロッパ市場に焦点が当てられている。2009年と2010年には、ベルリンで3日間にわたって Nuclear war now! Festival が開催され、2012年にも再び開催されることになった。Nuclear war now! Productions は、ギリシャの Kyrck Productions のような小レーベルの作品も扱っており、また、多数のファンジンも扱っており、（ノルウェーのメタル・ファンジン）『Slayer』の最終号は Nuclear war now! Productions が販売を一手に引き受けた.。

## おもなリリース作品
- 2002: ブラスフェミー · Live Ritual – Friday the 13th
- 2002: Black Witchery · Desecration of the Holy Kingdom
- 2003: VON · Satanic Blood Angel （デモとライブ音源のコンピレーション）
- 2004: サルコファーゴ · I.N.R.I.（再発盤）
- 2004: サバト (Sabbat · Live Sabbatical Hamaguri Queen
- 2006: Reencarnacion · 888 Metal（再発盤）
- 2006: Nifelheim/Sadistik Exekution · Tribute to Slayer Magazine (Split-7”-EP)
- 2006: アビゲイル (Abigail) · Tribute to NME (7”)
- 2008: Proclamation · Messiah of Darkness and Impurity
- 2008: Order from Chaos · An Ending in Fire（再発盤）
- 2008: Mystifier · Baphometic Goat Worship (LP-Box)
- 2009: Master’s Hammer · Ritual/Jilemnický okultista（コンピレーション）
- 2009: Proclamation · ' Execration of Cruel Bestiality
- 2009: |SIXX · Sister Devil
- 2009: Nuclear War Now!（コンピレーション）
- 2010: Blasphemophagher · …For Chaos, Obscurity and Desolation…
- 2010: Nuclear War Now! Live Ritual Volume 1 (DVD)
- 2010: Root · Zjevení|The Revelation（再発盤）